# Oliviero Diliberto

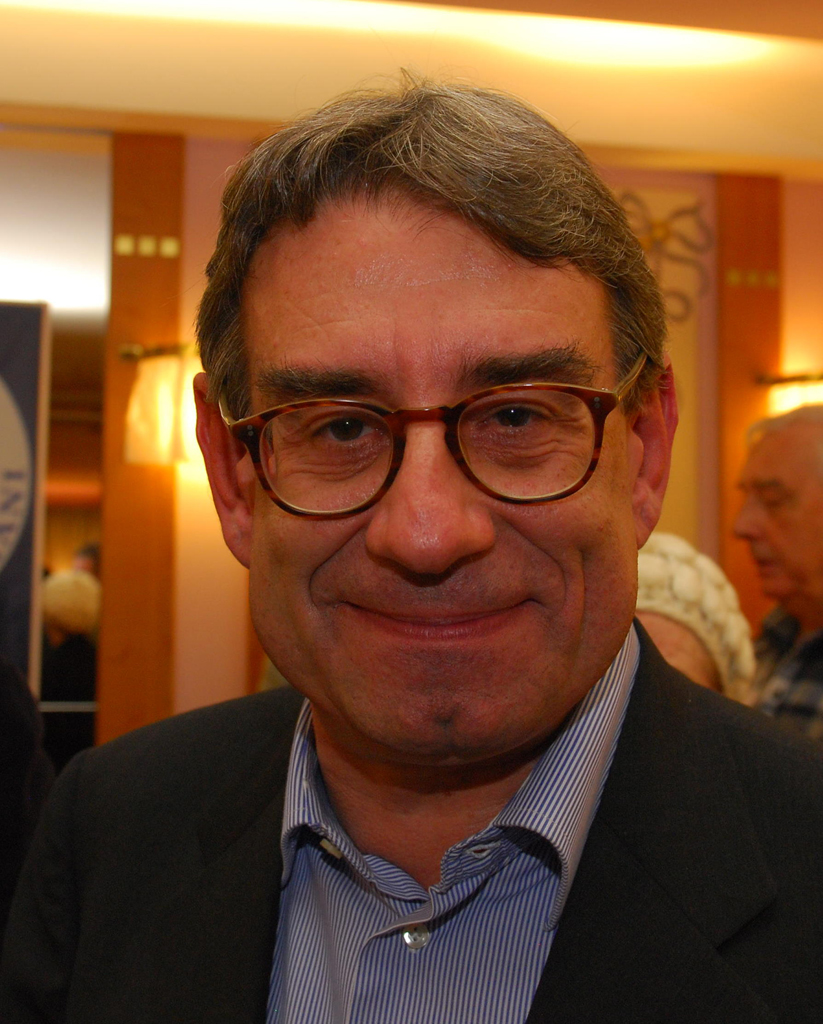
Oliviero Di Liberto, secretario general del PdCI.

Oliviero Di Liberto (n. 13 de octubre de 1956, Cagliari, Italia) es un político italiano, actual secretario general del Partido de los Comunistas Italianos (PdCI). 
Militante del Partido Comunista Italiano desde los años 1980, Diliberto se unió a Refundación Comunista tras la escisión de 1991 que acabó con la disolución del PCI. 
En 1994 fue elegido diputado del PRC. En 1998, tras la moción de confianza al gobierno de centro político-izquierda política de Romano Prodi, en la que la mayoría de Rifondazione votó en contra, una parte del Partido, liderado por Armando Cossutta y el propio Diliberto se escindió, formando el Partido de los Comunistas Italianos, del que es secretario general desde entonces. Diliberto fue entonces nombrado ministro de Justicia en el gobierno de Massimo D’Alema, cargo que ocupó hasta 2000, cuando dimitió para concentrarse en el trabajo de Partido.
Tras la victoria de la coalición de centro-izquierda L’Unione (de la que el PdCI forma parte) Diliberto anunció su negativa a ocupar cualquier cargo ministerial, prefiriendo llevar a cabo las tareas del liderazgo del Partido.
- Datos: Q739002
- Multimedia: Oliviero Diliberto / Q739002